# George C. Pearce
George C. Pearce (1865–1940) foi um ator norte-americano da era do cinema mudo. Ele atuou em 133 filmes entre 1914 e 1939.

## Filmografia selecionada
- Daphne and the Pirate (1916)
- Everywoman's Husband (1918)
- A Yankee Princess (1919)
- Her Husband's Friend (1920)
- Traveling Salesman (1921)
- Black Beauty (1921)
- The Primitive Lover (1922)
- Cornered (1924)
- The Narrow Street (1925)
- Hold That Lion (1926)
- The Social Highwayman (1926)
- The Drop Kick (1927)
- The Irresistible Lover (1927)
- Home, James (1928)
- Do Your Duty (1928)
- The Right to Love (1930)
- This Reckless Age (1932)
- The Man Called Back (1932)
- Mrs. Wiggs of the Cabbage Patch (1934)